# Руски шансон
Руският шансон е събирателен термин, който обозначава различни музикални жанрове като бард песни, градски романс, народни, военни и някои естрадни песни. По този начин в руския шансон влиза доста широк спектър от изпълнители – Петър Лещенко, Михаил Шуфутинский, Клавдия Шулженко, Марк Бернес и Елена Ваенга. В Кремълския дворец от 2001 година насам се провежда церемония по връчване на наградата „Шансон на годината“. Михаил Гулко е наричан „Крестным отцом русского шансона“ – „Кръстник на руският шансон“.